# Ральф Дарендорф
Ральф Дарендо́рф (нім. Ralf Dahrendorf; 1 травня 1929, Гамбург — 17 червня 2009, Кельн) — німецько-британський соціолог, політолог, політичний діяч, прихильник теорії ліберального суспільства і держави, відомий як автор теорії соціального конфлікту, лорд. Професор Берлінського наукового центру соціальних досліджень (WZB). Він був головою Німецького соціологічного товариства, депутатом бундестагу, парламентським статс-секретарем при міністрі закордонних справ ФРН, членом Єврокомісії, директором Лондонської школи економіки і політичних наук. У 1993 році барон Дарендорф став членом палати лордів британського парламенту. Помер після важкої хвороби в Кельні.

## Біографія
Вивчав філософію і класичну філологію в Гамбурзькому університеті, соціальні науки в Лондонській школі економіки. У 1954 захистив дисертацію по темі «Некваліфікована праця в британській промисловості». Перші книги Дарендорфа — публікації його дисертацій з соціальної філософії, присвячених критиці Маркса і марксистській теорії суспільства. Серед них — «Маркс в перспективі. Ідея справедливості в мисленні Карла Маркса» («Marx in Perspective. Die Idee des Gerechten im Denken von Karl Marx», 1953) і «Соціальні класи і класовий конфлікт в індустріальному суспільстві» («Soziale Klassen und Klassenkonflikt in der industriellen Gesellschaft», 1957). Дарендорф працював викладачем і дослідником на кафедрах соціології в Гамбурзі (з 1958), Тюбінгені (з 1960) і Констанцького університету (з 1966), співробітником американського Центру вищих досліджень в області наук про поведінку (1957—1958), запрошеним професором Фонду Рассела Сейджа (1986—1987).
У 1970—1974 він — комісар Європейського економічного співтовариства, в 1974—1984 директор Лондонської школи економіки, з 1988 ректор Сент-Ентоні-коледжу Оксфордського університету.

## Роботи

### Німецькою
- Die angewandte Aufklärung: Gesellschaft u. Soziologie in Amerika. Piper, München 1962.
- Homo Sociologicus: ein Versuch zur Geschichte, Bedeutung und Kritik der Kategorie der sozialen Rolle. Westdeutscher Verlag, Köln/Opladen 1965.
- Gesellschaft und Demokratie in Deutschland. Piper, München 1965.
- Konflikt und Freiheit: auf dem Weg zur Dienstklassengesellschaft. Piper, München 1972, ISBN 3-492-01782-7.
- Pfade aus Utopia: Arbeiten zur Theorie und Methode der Soziologie. Piper, München 1974, ISBN 3-492-00401-6.
- Lebenschancen: Anläufe zur sozialen und politischen Theorie. Suhrkamp-Taschenbuch, Frankfurt a.M. 1979, ISBN 3-518-37059-6.
- Die neue Freiheit: Überleben und Gerechtigkeit in einer veränderten Welt. Suhrkamp, Frankfurt a.M. 1980, ISBN 3-518-37123-1.
- Die Chancen der Krise: über die Zukunft des Liberalismus. DVA, Stuttgart 1983, ISBN 3-421-06148-3.
- Fragmente eines neuen Liberalismus. DVA, Stuttgart 1987, ISBN 3-421-06361-3.
- Der moderne soziale Konflikt: Essay zur Politik der Freiheit. DVA, Stuttgart 1992, ISBN 3-421-06539-X.
- Die Zukunft des Wohlfahrtsstaats. Verl. Neue Kritik, Frankfurt a.M. 1996.
- Liberale und andere: Portraits. DVA, Stuttgart 1994, ISBN 3-421-06669-8.
- Liberal und unabhängig: Gerd Bucerius und seine Zeit. Beck, München 2000, ISBN 3-406-46474-2.
- Über Grenzen: Lebenserinnerungen. Beck, München 2002, ISBN 3-406-49338-6.
- Auf der Suche nach einer neuen Ordnung: Vorlesungen zur Politik der Freiheit im 21. Jahrhundert. Beck, München 2003, ISBN 3-406-50540-6.
- Der Wiederbeginn der Geschichte: vom Fall der Mauer zum Krieg im Irak; Reden und Aufsätze. Beck, München 2004, ISBN 3-406-51879-6.
- Werner Bruns, Döring Walter (Hrsg): Der selbstbewusste Bürger. Bouvier Verlag.
- Engagierte Beobachter. Die Intellektuellen und die Versuchungen der Zeit, Wien: Passagen Verlag 2005.
- Versuchungen der Unfreiheit. Die Intellektuellen in Zeiten der Prüfung . München 2006, ISBN 3-406-54054-6.

### Англійською
- Dahrendorf, Ralf. (1959) Class and Class Conflict in Industrial Society. Stanford: Stanford University Press.
- Dahrendorf, Ralf. (1967) Society and Democracy in Germany. New York & London: W. W. Norton & Company.
- «The Modern Social Conflict». University of California Press: Berkeley and Los Angeles, 1988.
- Dahrendorf, Ralf (1990) Reflections on the Revolution in Europe: In a letter intended to have been sent to a gentleman in Warsaw. New York: Random House.

### Російською
- Дарендорф Р. Гражданская ответственность интеллектуалов: против нового страха перед просвещением // Полис (Политические исследования), 1997, № 6.
- Современный социальный конфликт. Очерк политики свободы. — М., 2002
- Дарендорф Р. Тропы из утопии. — М., 2003.
- Дарендорф Р. Элементы теории социального конфликта[недоступне посилання з липня 2019] (PDF) // Социс (Социологические исследования), 1994, № 5. — С. 142—147.